# منيب شهيد
منيب شهيد (1908–1973) هو طبيب فلسطيني، ولد في مدينة عكا. شغل منصب رئيس قسم أمراض الدم والأورام في كلية الطب في الجامعة الأمريكية في بيروت. تُمنح جائزة باسمه سنويًا في الجامعة الأمريكية في بيروت لطالب الطب في السنة الرابعة الذي يظهر تميزاً في الطب الباطني ويتمتع بشخصية قوية.

## سيرته
ولد منيب جلال شهيد عام 1908 في عكا بفلسطين لعائلة بهائية وكان حفيد حضرة بهاءالله. والداه هما جلال أفنان وروحا ابنة عبد البهاء. كان جده لأبيه محمد حسن. درس الطب في الجامعة الأمريكية في بيروت وتخرج منها عام 1935 وحصل بعدها على رخصة مزاولة المهنة. في عام 1944 تزوج وفقا للطقوس الإسلامية من سيرين الحسيني إبنة جمال الحسيني ابن عم مفتي القدس أمين الحسيني وهو عدو للبهائيين، وبهذا الزواج حُرم منيب كنسياً واعتُبر زواجه عمل غادِر كما وصفه شوقي أفندي ابن عم منيب ورئيس الديانة البهائية آنذاك.
عاش منيب وسيرين الحسيني في بيروت وواصل مسيرته الأكاديمية وقام ببناء مختبر أمراض الدم في كلية الطب. لهم ثلاث بنات، منهن ليلى شهيد.

## منشوراته
له العديد من المنشورات الطبية منها:
- (with H.A. Yenikomshian) "Typhoid Fever in Inocculated and Noninocculated Persons," Journe'es Medicales Libanais de Beyrouth (May 1938) 241–247.
- "The Use of Nitrogen Mustard in Neoplastic Diseases of the Bone Marrow," Rev. Med. Liban. I (1961?): 45–51.
- (with E. Stephan) "Perarterite noueuse-Maladie de Kussmaul." Rev. Med. Moy. Or. VI (1949): 295–303.
- "ACTH et cortisone en hematologie." Rev. Med. Moy. Or. XI (1954): 279–291.
- "Quelques considerations sur le favisme au Liban." Rev. Med. Moy. Or. (1960): 83–86.
- (with N.A. Abu-Haydar) "Sickle Cell Disease in Lebanon and Syria." Acta Haemat., Basel XXVII (1962):268-273.
- (with G.I. Abu-Haydar and N.A. Abu-Haydar) "Thalassemia Hemoglobin E. Disease. A Case Report from Quatar." Persian Gulf, Man., CLV (1963):129.
- "Hemoglobinopathies in Lebanon and Arab Countries." Proc. IXth Congr. European Soc. Haemat., II (1963):496-500.
- "Iron Absorption in Thalassemia." Abstr. IXth Congr. Int. Soc. Haemat. (Stockholm, 1964.)